# Копетон панамський

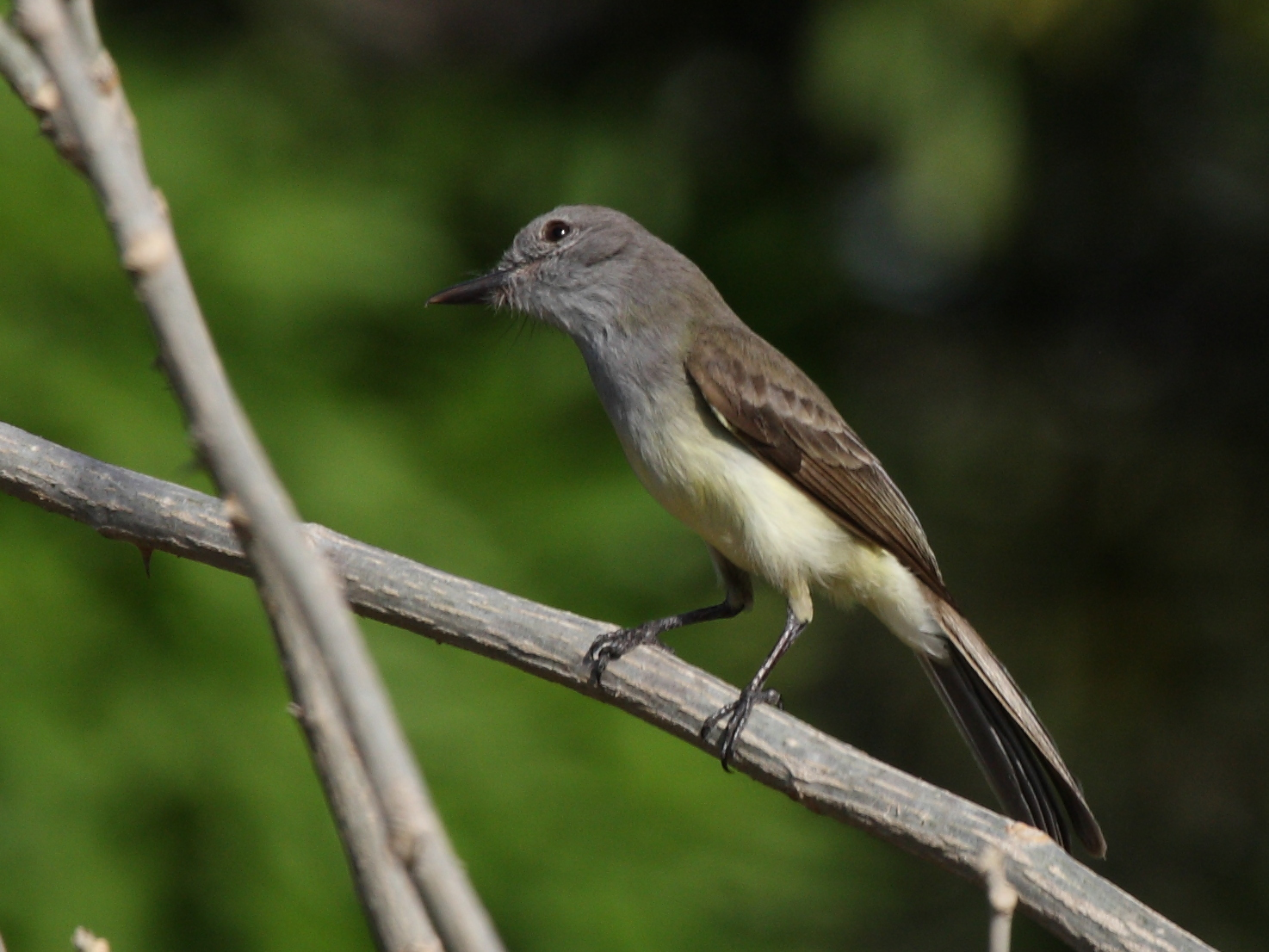
Панамський копетон (Панама)

Копето́н панамський (Myiarchus panamensis) — вид горобцеподібних птахів родини тиранових (Tyrannidae). Мешкає в Панамі, Коста-Риці, Колумбії і Венесуели.

## Підвиди
Виділяють два підвиди:
- M. p. actiosus Ridgway, 1906 — північно-західна Коста-Рика;
- M. p. panamensis Lawrence, 1860 — південно-західна Коста-Рика, Панама, північна і західна Колумбія, західна Венесуела.

## Поширення і екологія
Панамські копетони живуть в тропічних сухих, вологих і мангрових лісах, чагарникових заростях, на пасовиськах, полях, в парках і садах на висоті до 1400 м над рівнем моря.